# The Good Humor Man
The Good Humor Man è un film del 2005 diretto da Tenney Fairchild.

## Trama
Jay e Mount Rushmore sono due amici che amano fumare droga e prendere in giro i ricchi atleti del loro quartiere di periferia. Avviene il peggio quando Rushmore uccide un atleta famoso durante un combattimento.